# Rudolf Mitzschke
Rudolf Mitzschke (* 1924; † 23. April 1981) war ein deutscher Fußballspieler, der in den 1950er Jahren in der Fußball-Oberliga des Deutschen Sportausschusses (DS) der DDR für Vorwärts Leipzig und Vorwärts Berlin aktiv war. Mit Vorwärts Berlin wurde er 1954 DDR-Pokalsieger.

## Sportliche Laufbahn
Sein erstes Spiel in der DS-Oberliga bestritt Mitzschke am 23. November 1952, in der Begegnung des 13. Spieltages Rotation Dresden – Vorwärts Leipzig. Er wurde zur Halbzeit eingewechselt und schoss beim 3:2-Sieg in der 78. Minute mit dem 2:2-Zwischenstand auch sein erstes Oberligator. Bis zum Februar 1953 wurde er insgesamt achtmal in der Oberliga als Stürmer eingesetzt. Im März 1953 fiel er verletzt aus. Anfang April wurde Vorwärts Leipzig (voller Name SV Vorwärts der Kasernierten Volkspolizei Leipzig) nach Ost-Berlin umgesiedelt. Als SV Vorwärts KVP Berlin bestritt die Mannschaft am 3. April 1953 ihr erstes Oberligaspiel. In dem Heimspiel gegen Wismut Aue (4:2) war Mitzschke als Linksaußenstürmer mit zwei Treffern erfolgreich. Bis zum Saisonende bestritt er auch die restlichen sieben Meisterschaftsspiele, in denen er noch zwei weitere Tore erzielte. Nach dem Ende der Saison musste der Spitzenklub der Kasernierten Volkspolizei absteigen. In der zweitklassigen DDR-Liga gelang Vorwärts Berlin 1953/54 der sofortige Wiederaufstieg, an dem Mitzschke mit 20 von 26 Punktspielen und elf Toren beteiligt war. Dem Aufstiegserfolg ließ die Mannschaft anschließend den Gewinn des DDR-Fußballpokals folgen. Im Finale gegen Motor Zwickau schoss Mitzschke, als halbrechter Stürmer spielend, das Führungstor beim 2:1-Sieg. Nachdem er in der neuen Oberligasaison 1954/55 17 der 26 ausgetragenen Punktspiele bestritten und acht Tore geschossen hatte, trat er danach aus unbekannten Gründen nicht mehr im höherklassigen Fußball in Erscheinung.
Mitzschke war nach seiner aktiven Fußballerzeit bis November 1960 als Technischer Leiter der Fußballsektion des ASK Vorwärts Berlin tätig. Er wurde durch Gerhard Händler abgelöst und übernahm eine zentrale Funktion in der ASK Vorwärts. Mitzschke war Mitglied der SED.